# Provida

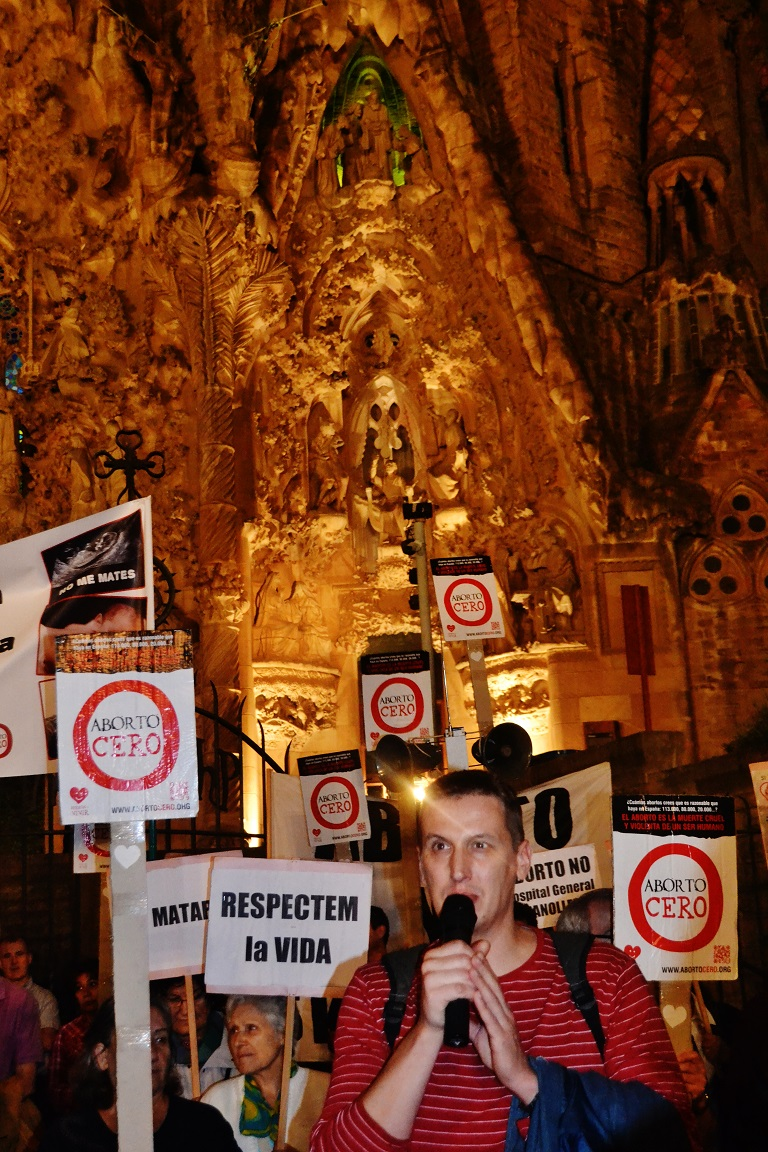
Manifestació antiavortista davant de la Sagrada Família a Barcelona el 25 d'octubre del 2014, organitzada per March for Life amb suport d'Hazte Oír.

Provida és la posició ètica i política que afirma la defensa del dret humà a la vida, siguin quines siguin les circumstàncies, defensada per diverses associacions i corrents de pensament. Des de la perspectiva d'aquestes associacions, la vida humana comença des del moment de la concepció, de manera que les diferents fases per les que es passen com el zigot, l'embrió i el fetus es consideren com a persones humanes. Per aquesta raó, se solen oposar a pràctiques com l'eutanàsia, la clonació humana, les investigacions amb cèl·lules mare embrionàries (no amb les adultes) i, particularment, amb l'avortament induït.
En la qüestió de la interrupció de l'embaràs, la perspectiva provida es troba enfrontada amb els moviments pro-avortament. La major controvèrsia entre aquestes dues postures rau en quin és el punt d'inici de la vida humana.

## Història
Els moviments provida sorgeixen als anys 70 i els anys 80 del segle xx com a reacció als canvis socials i legals que es produeixen en les societats occidentals a partir dels anys 60: la legalització dels mètodes anticonceptius, la despenalització de l'avortament, la creació d'unitats de planificació familiar, la introducció de l'educació sexual als programes dels centres d'ensenyament, la liberalització dels costums sexuals, l'aparició de formes alternatives a la família tradicional, etc.
Se sol situar el seu naixement als Estats Units arran de la sentència Roe v. Wade del Tribunal Suprem dels Estats Units que en 1973 despenalitzava l'avortament argumentant que la Constitució dels Estats Units "protegeix de l'activitat de l'Estat en contra de la privadesa, inclòs el dret garantit de la dona a finalitzar el seu embaràs". En aquell moment només un 46% dels enquestats assegurava no oposar-se a "una llei que permetia a la dona acudir al metge durant els seus primers mesos", mentre que vint anys després ho aproven el 60%.
En les dues últimes dècades els grups antiavortistes han anat guanyant terreny als Estats Units i a Europa. Als Estats Units la seva influència ha arribat als electors del Partit Demòcrata, que han aconseguit que el suport a la Llei de l'Avortament de 1973 hagi passat del 56% en 1995 al 41% en 2012. El líder d'aquests demòcrates antiavortistes és l'expresident Jimmy Carter que va afirmar: "Mai he cregut que Jesucrist hagués permès l'avortament". Els grups més importants i que compten amb més recursos són Focus on the Family i Alliance Defense Fund.
A Espanya, el punt d'inflexió per al desenvolupament dels moviments provida va ser l'aprovació pel govern de Rodríguez Zapatero de la nova Llei de l'Avortament de 2009 (una llei de terminis que va substituir a la de 1985). Aquesta llei va suscitar un manifest científic en contra de la pròpia llei coneguda com el Manifest de Madrid, recolzat per més de 2.000 científics, professors i intel·lectuals de diferents branques de la Biomedicina, les Humanitats i les Ciències Socials. A més, diferents institucions espanyoles com el Col·legi Oficial de Metges de Sevilla, l'Il·lustre Col·legi Oficial de Metges de Madrid, la Comissió Nacional de Bioètica espanyola, i el Col·legi Oficial de Metges de Cadis van signar també la seva adhesió a aquest manifest.
Des d'aquest moment les manifestacions s'han anat succeint de forma reiterada. De fet, al maig de 2012 els grups provida espanyols com Hazteoir van aconseguir que fos Madrid el lloc on es va reunir el Congrés Mundial de Famílies, on va intervenir, entre d'altres, el bisbe d'Alcalá d'Henares, Juan Antonio Reig Pla, i al que també va assistir l'eurodiputat del Partit Popular, Jaime Major Orella. En aquest període, Espanya també ha vist la creació de múltiples grups i associacions provida en diferents àmbits socials.
En el moviment provida, cal destacar la importància que revesteix la declaració de Dublín  realitzada i signada per més de 900 especialistes, ginecòlegs, metges, infermers, matrones, i pediatres en el context del simposi internacional sobre la salut de la mare al setembre de l'any 2012. Aquesta declaració compatibilitza el dret a la vida del no nascut amb el dret de la dona a la salut sexual que molts grups proelecció empren com a contrapès.
Així mateix, l'any 2015, un grup transversal de professionals de la salut va gravar un manifest metge en contra de l'avortament, com a resposta als primers passos del govern xilè per legalitzar l'avortament. Mentre, a Espanya se segueixen succeint les manifestacions provida davant el govern, a través d'iniciatives com Cada Vida Importa.

### Història a Catalunya
A Catalunya, l'1 de gener de 1987 es va constituir la Fundació Pro Vida de Catalunya. Des del 29 de juny de 1987 es troba inscrita al Registre de Fundacions i Associacions de Catalunya, amb el número 310, i al Registre d'Entitats, Serveis i Establiments Socials (RESES) de la Generalitat de Catalunya, amb el número de servei S07097. Per tal de ser reconeguda en el sistema d'identificació tributària disposa del número d'identificació fiscal (NIF) G58388125.
La fundació va sorgir de l'experiència d'un grup de persones que des de fa anys treballa a favor de la vida humana en els aspectes educatius i d'opinió publica així com en l'acollida i ajuda a les futures mares en dificultats per motiu del seu embaràs.
La Fundació Pro Vida de Catalunya fomenta i desenvolupa, sense cap ànim de lucre, tota classe d'activitats encaminades a la promoció del valor singular, social i transcendent de la vida humana, des de la concepció fins a la mort natural, dels drets humans inherents a ella i de la seva protecció i ajuda.

## Ideari
Segons els diversos moviments provida, tots els éssers humans tenen dret a la vida, entenent també com a éssers humans a la vida gestada després de la fecundació, és a dir, el zigot, l'embrió i el fetus. Els moviments provida generalment entenen que la vida humana ha de ser valorada i respectada des de la fecundació o des de la implantació fins a la mort natural. El moviment pro vida actual és normalment, però no exclusivament, associat amb la moralitat cristiana, i ha influenciat a certes branques de l'utilitarisme bioètic .
Des del punt de vista provida, qualsevol destrucció deliberada d'éssers humans, entenent per tals també embrions o fetus, és vista com un assassinat, alguna cosa considerat com ètica o moralment incorrecte i com un delicte. Aquests actes no són considerats com mitigats per qualsevol creença o pensaments científics o, en el cas de l'avortament, amb la terminació dels problemes de la dona amb un embaràs no desitjat o perillós, ja que aquests beneficis provindrien de la mort d'una altra persona. Les associacions provida es basen en corrents científics que afirmen que la vida humana comença després de la fecundació, i que "la prohibició de l'avortament no afecta, de cap manera, la disponibilitat d'una cura òptim de la dona embarassada". En alguns casos, aquesta creença s'estén a l'oposició d'avortar fetus que podrien ser no viables, com els que pateixen de anencefàlia. A més, l'eutanàsia, o el "suïcidi assistit", com l'anomenen les associacions provida, és també objectada en la creença que la vida és un "bé suprem", i que hi ha alternatives viables al suïcidi com poden ser les cures pal·liatives (en cas de malalties terminals) i l'atenció personalitzada, propera i humana en tots els casos.
Les associacions provida freqüentment s'oposen a certs mètodes anticonceptius, com la píndola o el DIU, incloent les pastilles anticonceptives, que eviten la implantació del zigot. Això es deu al fet que els defensors provida, consideren que la vida comença amb la fecundació, de manera que aquests mètodes serien abortistes. L'Església catòlica, que a continuació s'exposarà, reconeix aquest punt de vista.

### Postures polítiques i religioses
No es pot parlar d'una correlació entre tendència política o religiosa i la posició provida, doncs hi ha partidaris i contraris a l'avortament en totes les tendències, cal prendre per referència l'existència de grups feministes radicals i ateus provida, com Feminists for Life (Feministes per la Vida), Dones contra l'Avortament i Atheists for Life (Ateus per la Vida), o el moviment Parlamentaris i Governants per la Vida, que integra a persones de diverses tendències polítiques, religioses i culturals.
D'altra banda, segons alguns experts, els moviments provida catòlics poden diferenciar-se en dos grans grups:
- El que s'identifica amb les postures de la Santa Seu. Aquesta, està present en tot Europa i és la posició més visible a Espanya, amb organitzacions com a "Dret a Viure", "Hazteoir" o "Fòrum Español de la Família".
- El segon grup està integrat per l'aliança entre catòlics tradicionalistes de Regne Unit i Irlanda amb evangèlics holandesos, suïssos i dels països d'Europa de l'Est, i al que se sumen alguns cristians ortodoxos. Un corrent responsable de recents iniciatives contra l'avortament a Romania i l'educació sexual a Bulgària, i el braç polític de la qual seria el European Christian Political Movement, i aquest grup predomina als Estats Units.

## Activisme
L'activisme provida consta de diverses activitats, que van des de promoure el pensament dels col·lectius provida al públic en general, conversar amb persones del govern o apropant-se a les persones de manera individual, com per exemple dissuadir a les dones que volen avortar, a través de la distribució d'informació impresa, entre d'altres. Les accions i activitats més comunes entre el col·lectiu provida són:
- «Ecografies»: Un tipus d'activitat dels col·lectius provida és distribuir gratuïtament ecografies a les dones embarassades que estiguin considerant realitzar un avortament, amb l'esperança que la dona embarassada, en veure les imatges del fetus, canviï d'opinió.[15]
- «Cadena de la vida»: es tracta d'una demostració pública que consisteix simplement a realitzar una fila mentre sostenen cartells amb signes o frases provida. Històricament el missatge més utilitzat ha estat: «L'avortament mata nens», però s'han anat generant altres missatges tals com: «L'avortament fereix a la dona», «No avortis, dona-ho en adopció». En aquesta cadena no es criden ni canten eslògans, així com tampoc es bloquegen carrers.
- «Rescats»: Persones que acudeixen enfront de clíniques avortistes per intentar convèncer a les dones que volen avortar per tal d'evitar-lo, oferint alternatives viables.[16] Aquest tipus d'activisme ha estat denunciat com a assetjament i associacions com Operation Rescue, Pro-Life Action Network i Lambs of Crist empren tàctiques d'enfrontament directe per evitar l'entrada en clíniques avortistes. Normalment aquestes persones són forçades per la policia a abandonar el lloc, i en algunes ocasions també han estat detingudes i condemnades. Algunes clíniques que van ser blancs específics d'aquesta pràctica es van veure forçades a tancar.
- Manifestacions: Les manifestacions són un recurs molt comú empleat per reivindicar els valors provida de la població a les autoritats que governen el país a través de manifestacions multitudinàries.[17]
- Exposicions: En moltes ocasions s'han organitzat exposicions culturals com «Expovida (Expoaborto)», que mostren a les persones que acudeixen la realitat de l'avortament i l'evolució biològica de l'embrió dins del cos de la seva mare.[18]

## Crítiques
En la dècada de 1990 les protestes en contra de les clíniques avortistes als EUA es van tornar violentes, inicialment amb l'assassinat del metge avortista David Gunn en 1993. Diversos analistes provida van defensar el fet com l'«execució d'un avortista/assassí»; d'altra banda, també va haver-hi denúncies d'aquesta violència per part d'altres veus provida. Durant aquesta dècada es van produir un total de set assassinats de mèdics avortistes, a més de 17 tirotejos sense víctima mortal. En 2009, un altre metge avortista, George Tiller, va ser assassinat per un «fonamentalista religiós» oposat a l'avortament, després de sofrir dos atemptats previs. La violència, que també es va estendre a altres països com Canadà, amb esdeveniments com l'explosió de bombes, l'incendi provocat, les agressions físiques, amenaces de mort, el segrest, o el robatori. Però la seva forma típica, va evolucionar des dels enfrontaments directes, cara a cara, en atacs de «llops solitaris» que actuaven cometent crims des de llocs desconeguts i per sorpresa.
A Xile, al moviment provida se li ha criticat el fet que entre els seus principals líders es trobin membres del partit de dreta Unió Demòcrata Independent (UDI), els qui justifiquen o desmenteixen les violacions dels drets humans comeses durant el Règim Militar d'Augusto Pinochet. En aquest sentit, es critica la inconsistència de defensar el dret a la vida que està per néixer, però no els drets dels quals ja estan vius.